# Kiełek
Kiełek (960 m) – szczyt w miejscowości Sidzina w województwie małopolskim, w powiecie suskim, w gminie Bystra-Sidzina. Znajduje się w południowo-wschodnim ramieniu Policy, które poprzez Czernic (Czyrniec), Przełęcz Zubrzycką, Grelkę, Kiełek i Brożek opada do doliny Bystrzanki. Południowo-zachodnie stoki Kiełka opadają do doliny potoku Sidzinka, północno-zachodnie do Ciśniawki, we wschodnie wcinają się Mików Potok i Czarnów Potok.
W regionalizacji fizycznogeograficznej Polski według Jerzego Kondrackiego Kiełek jest najwyższym szczytem Beskidu Orawsko-Podhalańskiego, w nowszej regionalizacji z 2018 roku zaliczany jest do Pogórza Orawsko-Jordanowskiego. Jest niemal całkowicie porośnięty lasem, bezleśne są tylko jego południowo-wschodnie podnóża, zajęte przez pola uprawne i zabudowania miejscowości Sidzina. Przez Kiełek nie prowadzi żaden znakowany szlak turystyczny.